# 스펜서 에이브러햄
스펜서 에이브러햄(Spencer Abraham, 본명: 에드워드 스펜서 에이브러햄, Edward Spencer Abraham, 1952년 6월 12일 ~ )은 조지 W. 부시 행정부 하에서 2001년부터 2005년 사이 제10대 미국 에너지부 장관을 역임한 미국의 저자, 정치인이다. 공화당 (미국)의 일원으로서 한때 1995년부터 2001년 사이 미시간주의 미국 상원을 역임하기도 했다. 2003년 기준으로, 에이브러햄은 미시간주 출신 미국 상원을 역임한 마지막 공화당 일원으로 남아있다.

## 역대 선거 결과
| 선거명      | 직책명                  | 대수  | 정당   | 득표율 | 득표수      | 결과 | 당락                   |
| ----------- | ----------------------- | ----- | ------ | ------ | ----------- | ---- | ---------------------- |
| 1994년 선거 | 상원의원 (미시간 제1부) | 104대 | 공화당 | 51.88% | 1,578,770표 | 1위  | 미시간주 상원의원 당선 |
| 2000년 선거 | 상원의원 (미시간 제1부) | 107대 | 공화당 | 47.86% | 1,994,693표 | 2위  | 낙선                   |